# 传播艾滋病罪
传播艾滋病罪在许多国家都会被认为是一种犯罪，不論是故意或者由于疏忽大意传播艾滋病。有这种行为的人会被以传播艾滋病、谋杀、一般杀人、谋杀未遂、袭击等罪名控告。有的国家已明确颁布法律认为传播艾滋病有罪，例如美国。有些國家則明确颁布法律认为故意传播艾滋病或其他嚴重性病有罪，例如中國大陸、中華民國（台灣）；另外一些国家则是根据已有法律来认定有罪，例如英国。

## 传播方式
医学研究已经确认在以下情形下可能会传播艾滋病病毒（HIV）：
- 性传播——在无保护情况下与有艾滋病患者或艾滋病感染者性交会传播HIV。
- 血液传播——输血或其他的含有生物物质（如被感染捐献者的血液、纱布、器官、精液）的医疗过程；HIV可以通过肾、肝、心、胰腺、骨骼等任何包含血液的器官或者脉管组织（但是不能通过不含骨髓的骨骼、角膜等传播），但是这种通过血液传播的形式随着HIV检测程序精确度的发展越来越少。与之相关的如未经消毒的针头（医用注射器）、毒品（包括一系列与毒品相关的器械）、纹身、人体穿孔等。
- 母婴传播——如感染HIV的母亲在怀孕、生产或者用母乳喂养婴儿时。

## 血液捐献
法国于1985年6月开始检测血液制品，加拿大于1985年11月开始，瑞士于1986年5月开始。德国在1987年至1993年对血浆制品进行了抽查，日本于1985年至1986年进行了同样的检查。对于拖延的责任人会受到犯罪调查和起诉。至少有20个国家现在计划对因为血液或者血液制品而感染HIV的个人进行适当的补偿，如血友病。

## 法律、政治和社会问题
HIV测试阳性的起初阶段在往往是无症状占优势超过一年。在此期间有过性行为或者参加血液捐献的人会因此而被怀疑传播病毒。美国民权联盟和许多国家群组均对许多新法律草案过于空泛表达关注，因为个人有可能因为高风险类人员的身份而被认为有罪，如已知的药物使用者、性滥交等。这只会加大人们对于已确定群体的偏见和歧视。这些过错因此都会以对他人承担的风险或危害为基础。这可能会发生一个因为常规或有原因的的医疗检测而披露了实际或估算的病情的义务和法律责任，但忽略了社会现实，与艾滋病相关的耻辱。例如由于偏见和歧视，在婚姻和就业方面的损失对治艾滋病毒阳性者的暴力行为是常见的。
这个问题在婚姻和许多有性不忠、强奸和静脉吸毒的坦白暴露永久性关系上显得特别严重，

## 与传播有关的法律事件

### 中國大陸
在中國法律中有專門規定「傳播性病罪」。根據《中華人民共和國刑法》第三百六十條規定，「明知自己患有梅毒、淋病等嚴重性病賣淫、嫖娼的，處五年以下有期徒刑、拘役或者管制，並處罰金」。另外該條原包含「嫖宿幼女罪」，後刪除。
2017年，浙江省中医院一名技术人员违反“一人一管一抛弃”操作规程，在操作中重复使用吸管造成交叉污染，导致部分治疗者感染艾滋病病毒，造成重大医疗事故。经疾控机构检测，确诊5例。
《最高人民法院、最高人民检察院关于办理组织、强迫、引诱、容留、介绍卖淫刑事案件适用法律若干问题的解释》第十二条规定，明知自己患有艾滋病或者感染艾滋病病毒而卖淫、嫖娼的，依照刑法第三百六十条的规定，以传播性病罪定罪，从重处罚。明知自己感染艾滋病病毒而卖淫、嫖娼的，或者明知自己感染艾滋病病毒，故意不采取防范措施而与他人发生性关系的，致使他人感染艾滋病病毒的，认定为刑法第九十五条第三项“其他对于人身健康有重大伤害”所指的“重伤”，依照刑法第二百三十四条第二款的规定，以故意伤害罪定罪处罚。
2018年5月，北京一名男子在明知自己有愛滋病的情況下仍從事同性賣淫活動，被警方抓獲。同年11月，北京朝陽法院一審以傳播性病罪判處該男子有期徒刑1年，罰金5000元。

### 中華民國
台灣刑法第285條處罰傳染性病給他人的行為：「明知自己有花柳病或麻瘋，隱瞞而與他人為猥褻之行為或姦淫，致傳染於人者，處1年以下有期徒刑、拘役或500元以下罰金。」（於2019年修正刪除），而針對散布愛滋病，台灣有另外的加重處罰規定。《人類免疫缺乏病毒傳染防治及感染者權益保障條例》第21條第1項：「明知自己為感染者，隱瞞而與他人進行危險性行為或有共用針具、稀釋液或容器等之施打行為，致傳染於人者，處5年以上12年以下有期徒刑。第2項：明知自己為感染者，而供血或以器官、組織、體液或細胞提供移植或他人使用，致傳染於人者，亦同。第3項：前2項之未遂犯罰之。第4項：危險性行為之範圍，由中央主管機關參照世界衛生組織相關規定訂之。」兩者對比後可發現一般的傳染性病行為必須以對方因性行為染病才能成罪，但傳染愛滋病的行為則連未遂犯都處罰。此外，傳染愛滋病的刑度更相當於重傷害罪，遠高於普通刑法中對散布一般性病的刑度。
在台灣，弱勢的性別少數族群常被汙名化成散布愛滋的高危險源。例如舉辦性派對的人雖然包含同性戀與異性戀，但同性戀舉辦的派對常被媒體以轟趴強調，並且往往把這種多元性愛的行為和毒品進行連結，營造出LGBT族群對性愛的放縱以及她們很可能感染愛滋病的刻板印象，無形中加深了社會對LGBT的歧視，台灣規定男同性戀不能捐血的行政規定，也是這種思維的展現。例如農安街破獲同志轟趴的案件中，警方不但強制抽血檢驗愛滋，並公布其中有28名感染者，甚至還強調現場充滿用過的保險套跟令人作嘔的氣味，檢察官也呼應上述偵查方向，展開現場是否有人觸犯人類免疫缺乏病毒傳染防治及感染者權益保障條例第21條的偵查。除此之外，警方還強調從現場搜出搖頭丸和其他毒品，在場的人員恐怕也涉犯毒品相關犯罪。當晚到場的人員中在聽得上述消息後，有人十分害怕自己可能染病，甚至有人要求公布感染者姓名。而長期關注同志人權與愛滋病人人權的社運團體則回應保險套的使用正是現場人士曉得安全性行為重要性的證明，且在場亦有同志強調自己只是旁觀未發生性關係，檢警所提供的資訊未能呈現這部分的意見令人遺憾。更重要的地方是，檢警辦案時本應遵守偵查不公開的原則，但如今卻將偵辦所得一切細節全都交給媒體，置該等參與者的隱私於不顧，上述粗糙的辦案手段值得批評。此外，除了把同性戀與泛濫的性濫交者和愛滋連結以外，台灣媒體在報導愛滋病患明知自己染病，卻涉嫌故意將自己的血液透過捐血的方式感染他人時，同時洩漏了嫌疑人的工作地點，侵犯患者的生活隱私，嚴重隱響患者的生活。人權團體指出這種行為侵犯了人類免疫缺乏病毒感染者權益保障辦法第3條：「傳播媒體報導感染者時，不得有下列情事： 三、揭露個人資料足以使他人推斷其身分。 四、揭露姓名或住（居）所。」的規定，要求主管機關去函相關媒體改正。而針對台灣法律中限制同性戀者捐血權利的規定，性別人權協會與台權會等團體亦發起運動向主管機關抗議，強調捐血救人無關性向。
但亦有見解如前衛生署長施文儀認為，將散布愛滋病與同性戀進行連結並非歧視，而是就統計上的結論就事論事的批評。強調為了治療愛滋病患者，國家每位患者平均花費一千多萬，每年新增兩千多名感染者有八成是因男男性行為傳染，在台灣愛滋治療有健保給付公費的狀況下，將債留子孫，不啻於讓這種行為壓垮後代的醫療品質。而這種想法也受到民間團體的強烈攻擊，認為這種想法加重了對愛滋的歧視。